# Plusia mendocinensis
Plusia mendocinensis är en fjärilsart som beskrevs av Embrik Strand 1917. Plusia mendocinensis ingår i släktet Plusia och familjen nattflyn. Inga underarter finns listade i Catalogue of Life.